# Organo della chiesa di San Nicola ad Altenbruch

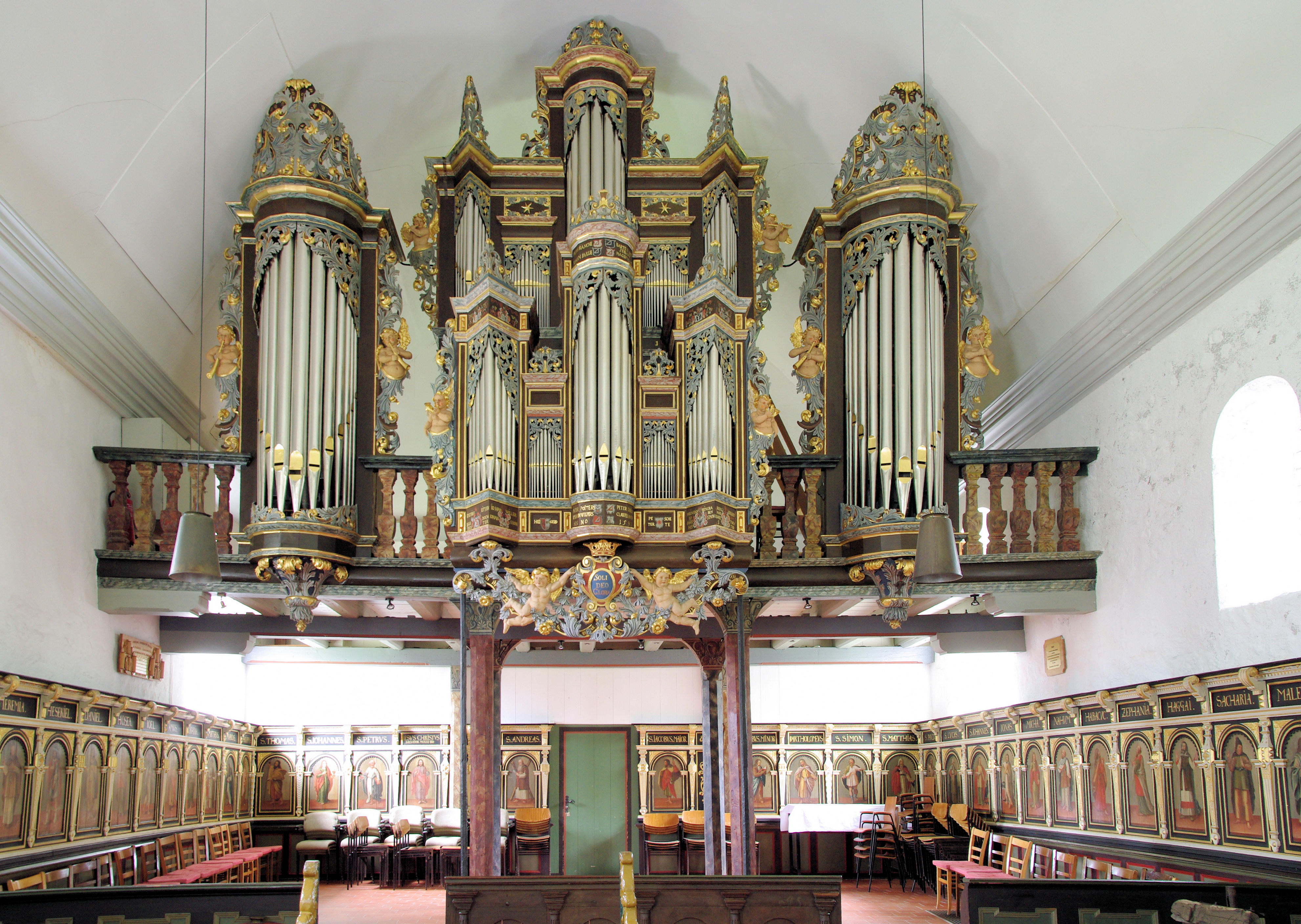
L'organo della chiesa di San Nicola ad Altenbruch.

Con organo della chiesa di San Nicola ci si riferisce a un organo monumentale costruito ad Altenbruch, frazione di Cuxhaven, in Germania.

## Storia
Il primo organo della chiesa di San Nicola venne realizzato nel 1497 da Johannes Coci. Si trattava di uno strumento da sei registri, dotato di otto mantici, posizionato nei pressi dell'altare. Nel 1577 venne aggiunto il secondo manuale, probabilmente a opera di Matthias Mahn. Antonius ed Henricus Moitzen, nel 1621, eseguirono alcune riparazioni. Nel 1647 l'oberwerk fu ingrandito da Hans Christoph Fritzsche, e, nel 1668, Joachim Richborn eseguì altre riparazioni. Matthias Dropa, nel 1698, aggiunse alcuni registri e ampliò l'estensione dei due manuali.
Johann Hinrich Klapmeyer lavorò allo strumento dal 1727 al 1730, spostandolo sopra la cantoria, aggiungendo le due torri di basseria, un terzo manuale e sei nuovi registri. Dopo questo intervento lo strumento subì alcune piccole riparazioni da Dietrich Christoph Gloger nel 1745, da Johann Paul Geyke nel 1767, dai due Wilhelmy nel 1784 e nel 1857 e da Johann Hinrich Röver nel 1884 e nel 1921. L'organo mantenne inalterate le sue caratteristiche foniche barocche fino al XX secolo, comprendendo trentacinque registri ripartiti su tre manuali e pedaliera.
Nel 1925 Karl Kemper eseguì un restauro, seguito da un altro, operato da Paul Ott, nel 1956-1958. Ott, tuttavia, alterò in maniera significativa l'impostazione fonica dello strumento, allontanandolo di molto dalle sue caratteristiche originarie. Nel 1965-1967 Rudolf von Beckerath intervenne per rimediare alle manipolazioni operate da Ott. L'ultimo restauro, filologico, è stato condotto nel 2003-2004 da Jürgen Ahrend, il quale ha riportato lo strumento alle sue condizioni del 1730.

## Caratteristiche tecniche
Attualmente l'organo è a trasmissione interamente meccanica, l'aria è prodotta da quattro mantici a cuneo, la pressione del vento è di 77 mm in colonna d'acqua, il corista del La corrisponde a 478,6 Hz e il temperamento è il Werckmeister III. La disposizione fonica è la seguente:
| I Rückpositiv CDEFGA-c3 |     |     |
| Principahl              | 8'  | M   |
| Gedact                  | 8'  | F/C |
| Quintadöhn              | 8'  | F   |
| Octav                   | 4'  | M/D |
| Gedact                  | 4'  | F   |
| Nasat                   | 3'  | M   |
| Octav                   | 2'  | D   |
| Blockfloit              | 2'  | M   |
| Sexquialtera            | II  | F   |
| Mixtur                  | IV  | F   |
| Dulcian                 | 16' | F   |
| Kromhorn                | 8'  | F/D |

| II Oberwerk CDEFGA-c3 |     |     |
| Quintadöhn            | 16' | F/C |
| Principahl            | 8'  | F   |
| Gedact                | 8'  | F   |
| Octav                 | 4'  | F   |
| Waldfloit             | 2'  | F   |
| Mixtur                | V   | F   |
| Cimbel                | III | F   |
| Trometh               | 8'  | K   |
| Vox humana            | 8'  | K   |

| III Brustwerk CDEFGA-c3 |        |    |
| Gedact                  | 8′     | K  |
| Gedact                  | 4'     | K  |
| Octav                   | 2'     | K  |
| Quint                   | 1.1/2' | S? |
| Scharff                 | III    | K  |
| Knop Regal              | 8'     | K  |

| Pedal CDEFGA-d1 |     |     |
| Untersatz       | 16' | M/C |
| Prinzipahl      | 8'  | K   |
| Gedact          | 8'  | D   |
| Octav           | 4'  | D   |
| Mixtur          | IV  | D   |
| Posaun          | 16' | F/D |
| Trometh         | 8'  | F/D |
| Corneth         | 2'  | A   |

| Accessori         |
| Tremulant General |
| Tremulant Rp      |
| Cymbelstern       |

C = Johannes Coci (1497-1498).
M = Materiale antecedente al 1647.
F = Hans Christoph Fritzsche (1647-1649).
D = Matthias Dropa (1697-1700).
S = Arp Schnitger (inizio XVIII secolo).
K = Johann Hinrich Klapmeyer (1727-1730).
A = Jürgen Ahrend (2003-2004).